# Браиловский, Исаак Аронович
Исаак Аронович Браиловский  (15 мая 1900, Ростов-на-Дону — 2 ноября 1966) — русский советский писатель, редактор, критик, публицист.

## Жизнь и творчество
Исаак Аронович родился в семье ремесленника Арона Янкелевича Браиловского; семья жила в Богатянском переулке, дом 8. Дед, купец второй гильдии Яков Михайлович Браиловский, был занят в зерноторговле. В 1934 году окончил литературный факультет Ростовского педагогического института.
Литературную деятельность И. А. Браиловский начал в 1920 году, опубликовав первые очерки в газетах «Приазовский край», «Известия Ростовского ревкома». После этого систематически публиковался в местной печати. Литературной критикой стал заниматься в 1938 году: печатал критические статьи, рецензии о литературе и театре в газетах, сборниках, альманахах. Общественная и литературная деятельность И. А. Браиловского на протяжении многих лет была связана с Доном.
В 1934—1938 годах — редактор Ростовского книжного издательства, и 1938 года работал в областной газете «Молот». С 1946 по 1949 год руководил отделом литературы и искусства в этой газете.
С 1953 года — старший редактор Ростовского областного книгоиздательства.
В годы Великой Отечественной войны И. А. Браиловский — политработник в Сибирском военном округе. Его статьи и очерки печатались в Ростовских и Воронежских журналах и газетах, а также в ленинградской газете «На страже Родины».
С 1960 года И. А. Браиловский проживал в Ленинграде. Был принят в члены Союза писателей. Публиковался в журналах «Подъём» и «Дон». Исаак Аронович написал следующие книги: «Люди справедливой войны» (1941), «Солдаты двух войн» (1957), «Живое сердце» (1960). Последняя статья опубликована в журнале «Неман» в 1964 году.
Браиловский Исаак Аронович — участник Великой Отечественной войны. Братья — Моисей Аронович Браиловский (1904—1941), погиб на фронте; Яков Аронович Браиловский (1894 — после 1940), сотрудник НКВД; Абрам Аронович Браиловский (1895—1954), скульптор.

## Произведения И. А. Браиловского
Отдельные издания
- Люди справедливой войны.- Ростов н/Д: Ростиздат, 1941.

- Хрестоматия художественной литературы.- Ростов н/Д: Ростиздат, 1941.

- Литературно-художественный сборник.- Ростов н/Д: Ростиздат, 1947.

- Солдаты двух войн.- Ростов н/Д: Ростиздат, 1957.

- Живое сердце.- Ростов н/Д: Кн. изд-во, 1960.